# Cerynea rubra
Cerynea rubra är en fjärilsart som beskrevs av Bethune-Baker 1906. Cerynea rubra ingår i släktet Cerynea och familjen nattflyn. Inga underarter finns listade i Catalogue of Life.